# Drève de Nivelles
La drève de Nivelles (en néerlandais : Nijvelsedreef) est une rue bruxelloise de Woluwe-Saint-Pierre et d'Auderghem qui  monte du Bémel jusqu'à l'avenue Gabriel Émile Lebon.
La numérotation des habitations va de 3 à 149 pour le côté impair et de 2 à 184 pour le côté pair. Les n° pairs à partir du 178 sont sur Auderghem.

## Historique et description
Cette voie constitue une partie de l’antique Diedewegh du Moyen Âge. Sur les anciennes cartes des environs de Bruxelles, le chemin de Nivelles prolonge le Dieweg de Watermael et d’Auderghem, depuis la chaussée de Wavre jusqu’à la rue du Bémel.
Le Dieweg ou Diedeweg ne figure cependant pas dans l’Atlas des Communications Vicinales de Watermael-Boitsfort (1843).
En septembre 1959, lorsque la drève de Nivelles fut prolongée jusqu’à Auderghem (60m sur son territoire), le conseil communal d’Auderghem décida de donner le même nom à ce tronçon. Par erreur, on avait adopté avenue de Nivelles – Nijvellaan et décerné le 26 août 1959 un permis de bâtir pour les numéros 1 et 3, aussi utilisés à Woluwe. Pour mettre un terme à cette confusion, le conseil communal décida d’adopter le nom donné par Woluwe, le 12 septembre 1961. Les n° 1 et 3 devinrent les n° 184 et 182.
Rien n'indique pourquoi la voie est appelée d'après la ville de Nivelles.